# Puccinia sparganioides
Puccinia sparganioides ist eine Ständerpilzart aus der Ordnung der Rostpilze (Pucciniales). Der Pilz ist ein Endoparasit von Adelien, Eschen sowie von Spartina-Süßgräsern. Symptome des Befalls durch die Art sind Rostflecken und Pusteln auf den Blattoberflächen der Wirtspflanzen. Sie kommt in weiten teilen Amerikas vor.

## Merkmale

### Makroskopische Merkmale
Puccinia sparganioides ist mit bloßem Auge nur anhand der auf der Oberfläche des Wirtes hervortretenden Sporenlager zu erkennen. Sie wachsen in Nestern, die als gelbliche bis braune Flecken und Pusteln auf den Blattoberflächen erscheinen.

### Mikroskopische Merkmale
Das Myzel von Puccinia sparganioides wächst wie bei allen Puccinia-Arten interzellulär und bildet Saugfäden, die in das Speichergewebe des Wirtes wachsen. Die Aecien der Art besitzen 26–35 × 21–27 µm große Aeciosporen mit runzliger Oberfläche und kugeliger bis ellipsoider Form. Die zimtbraunen Uredien der Art wachsen meist unterseitig auf den Blättern der Wirtspflanzen. Ihre farblosen Uredosporen sind ellipsoid bis länglich, 30–43 × 20–27 µm groß und fein stachelwarzig. Die zumeist unterseitig wachsenden Telien sind dunkelbraun, früh unbedeckt und klein. Die haselnussbraunen Teliosporen sind zweizellig, langellipsoid bis ellipsoid und 40–58 × 17–23 µm groß; ihre Stiele sind farblos bis gelblich und bis zu 100 µm lang.

## Verbreitung
Das bekannte Verbreitungsgebiet von Puccinia sparganioides umfasst die USA und Kanada östlich der Rocky Mountains sowie Brasilien.

## Ökologie
Die Wirtspflanzen von Puccinia sparganioides sind Adelien (Forestiana spp.) und Eschen (Fraxinus spp.) für den Haplonten sowie Spartina-Arten für den Dikaryonten. Der Pilz ernährt sich von den im Speichergewebe der Pflanzen vorhandenen Nährstoffen, seine Sporenlager brechen später durch die Blattoberfläche und setzen Sporen frei. Die Art verfügt über einen Entwicklungszyklus mit Telien, Uredien, Spermogonien und Aecien und macht einen Wirtswechsel durch.